# Flugplatz Carnot

i7
i11
i13
Der Flugplatz Carnot (französisch Aérodrome de Carnot, IATA-Code: CRF, ICAO-Code: FEFC) ist der Flugplatz von Carnot, einer Stadt in der Präfektur Mambéré-Kadéï im Westen der Zentralafrikanischen Republik.
Der Flugplatz liegt am Ostrand der Stadt auf einer Höhe von 605 Metern. Seine Start- und Landebahn ist unbefestigt, verläuft in etwa von Norden nach Süden und verfügt nicht über eine Befeuerung. Der Flughafen kann nur tagsüber und nur nach Sichtflugregeln angeflogen werden. Er verfügt über keine regulären Passagierverbindungen.